# Yoo Il-ho
Yoo Il-ho (kor. 유일호, ur. 30 marca 1955) – południowokoreański polityk, minister transportu od marca do listopada 2015 oraz wicepremier i minister finansów od 13 stycznia 2016 do 9 czerwca 2017. Od 11 maja do 31 maja 2017 pełniący obowiązki premiera Korei Południowej.

## Życiorys
Yoo Il-ho ukończył Narodowy Uniwersytet Seulski oraz University of Pennsylvania. W latach 2002–2012 był profesorem w KDI School of Public Policy and Management w Sedżongu. Karierę polityczną rozpoczął wraz z wyborem w kwietniu 2008 w skład Zgromadzenia Narodowego jako kandydat partii Wielkiej Partii Narodowej. W kolejnej wyborach parlamentarnych z kwietnia 2012 uzyskał reelekcję jako kandydat tej samej partii, która zmieniła jednakże nazwę na Saenuri. W latach 2012–2015 wchodził w skład jej Komitetu Polityki Narodowej. Od grudnia 2012 do marca 2013 był szefem sekretariatu ówczesnej prezydent elekt Park Geun-hye. Od maja 2013 do stycznia 2014 pełnił funkcję rzecznika prasowego Saenuri.
Od marca do listopada 2015 zajmował urząd ministra transportu w rządzie premiera Hwang Kyo-ahna. 21 grudnia 2015 został desygnowany przez prezydent Park na stanowisko wicepremiera oraz ministra finansów, które objął 13 stycznia 2016. 11 maja 2017 przejął obowiązki premiera, po rezygnacji z urzędu przez Hwang Kyo-ahna w następstwie wygranej w wyborach prezydenckich Mun Jae-ina. Pełnił je do czasu powołania nowego rządu przez premiera Lee Nak-yeona 31 maja 2017.